# Radioball (Hörtext 11)
Radioball (Hörtext 11) (auch: Radio-Ball) ist ein O-Ton-Hörspiel von Ferdinand Kriwet. Produziert wurde es vom Westdeutschen Rundfunk (WDR) 1975 unter der Regie des Autors. Nach den Hörspielen Modell Fortuna (Hörtext 8) (WDR 1972) und Ball (Hörtext 10) (WDR und NDR 1974) bildete Radioball den Abschluss seiner Trilogie von Fußball-Hörtexten.

## Produktion
Im Hörtext Modell Fortuna sammelte Kriwet die Stimmen des Fußball-Massenpublikums, im Hörtext Ball hielt er die Stimmen einzelner Zuschauer und Fans fest. Für beide Hörspiele besuchte Kriwet 1971 und 1973 mit einem tragbaren Tonbandgerät „die Fußball-Stadien zwischen Bremen und München“ und sammelte O-Ton-Aufnahmen.
Der Hörtext Radioball widmet sich ganz der poetischen Analyse der Fußball-Fachsprache der Radioreporter nach dem Formprinzip der Collage. „Die Arbeit an Radio-Ball vollzog sich ausschließlich dort, wo (…) Radio überwiegend gehört wird, nämlich innen – d.h. in meinem Fall im Atelier.“ Kriwet hörte sich die vom WDR und NDR zur Verfügung gestellten Mitschnitte von ca. 15 Bundesliga-Sendungen an. Aus dem 30-stündigen Material schnitt er einzelne, für die Sprache des Fußballs typische Sätze, Redewendungen und Begriffe heraus und klebte sie zu neuen Tonbändern zusammen.

## Struktur und Inhalt
Die O-Ton-Aufnahmen sortierte Kriwet nach formalen und inhaltlichen Gesichtspunkten:
- Sätze und Begriffe der Fußball-Fachsprache
- Namen von Spielern
- Namen von Vereinen
- Zahlen (Ergebnisse, Statistiken, Tabellen)
- Radioansagen und Radioabsagen
- Standards in Form von wiederkehrenden, rituellen Formulierungen[4]

Nach dieser Sortierung der Mitschnitte erfolgte die Komposition. Der Chronologie einer Reportage folgend beginnt das Hörspiel mit einer Collage von Programm-Ansagen: „Für Sie und für mich beginnt es wieder. Dreieinhalb Stunden. Drei Stunden Sport.“ Den Begrüßungen folgt eine Montage der Fußball-Fachsprache unter dem Motto: „Im Fußball gibt es nichts, was es nicht gibt.“ Es folgen die Namen der Vereine. Die Spieleröffnung beginnt mit der Nennung der Fußballstadien verbunden mit der Anzahl der Zuschauer: „Ich nehme an, der Ball rollt / in Bochum / Im Stadion an der Hafenstraße in Essen / Heute auf den Plätzen 190.000 Zuschauer / 220.000 Zuschauer sind gekommen“. Das Hörspiel endet mit der Radioabsage: „Das war’s. Redaktion und Technik sagt auf Wiederhören und wünscht Ihnen ein schönes Wochenende.“
In seinem Arbeitsbericht zu Ball/Radioball schreibt Kriwet abschließend: „Einen besonders dramatischen Aspekt erhalten die Fußball-Reportagen im Radio durch die ständig einander jagenden Direktübertragungen der parallel laufenden Fußballspiele, die sogenannte Konferenzschaltung. Diese Dramaturgie der wöchentlichen Radioinszenierungen bestimmte die Struktur meines Radioball. Ich widme Radioball den Radioreportern.“

## Auszeichnung
1975 erhielt Kriwet für Radioball den Karl-Sczuka-Preis. In ihrer Begründung schrieb die Jury: „Radioball stellt den gelungenen Versuch dar, aus einer durch das Radio vermittelten Realität – der der Sportreportage über die Fußball-Bundesliga mit Konferenzschaltung – eine durchkomponierte Hörspielform zu gewinnen, die aufbewahrt, was sie kritisch als Totalität zusammenfaßt. Indem der Hörer in einer aus O-Tönen der Sportreportage collagierten Zusammenfassung Fußballgeschehen als Wortgeschehen erfährt, schärft Kriwets Radioball im Hörfunk sein Rezeptionsverständnis gegenüber dem Rundfunkmedium und erhellt gleichzeitig, daß der Sport auch und besonders im Hinblick auf seine Vermittlung in den Massenmedien stattfindet.“

## Sendetermine
Erstsendung: Westdeutscher Rundfunk am 31.01.1975, Sendelänge 32'08